# Hoa giấy nhẵn
Hoa giấy nhẵn (danh pháp khoa học: Bougainvillea glabra), (tên phổ biến trong tiếng Anh: lesser bougainvillea (hoa giấy nhỏ), paperflower (hoa giấy), là loài hoa giấy phổ biến nhất được sử dụng trong nghệ thuật bonsai.

## Mô tả

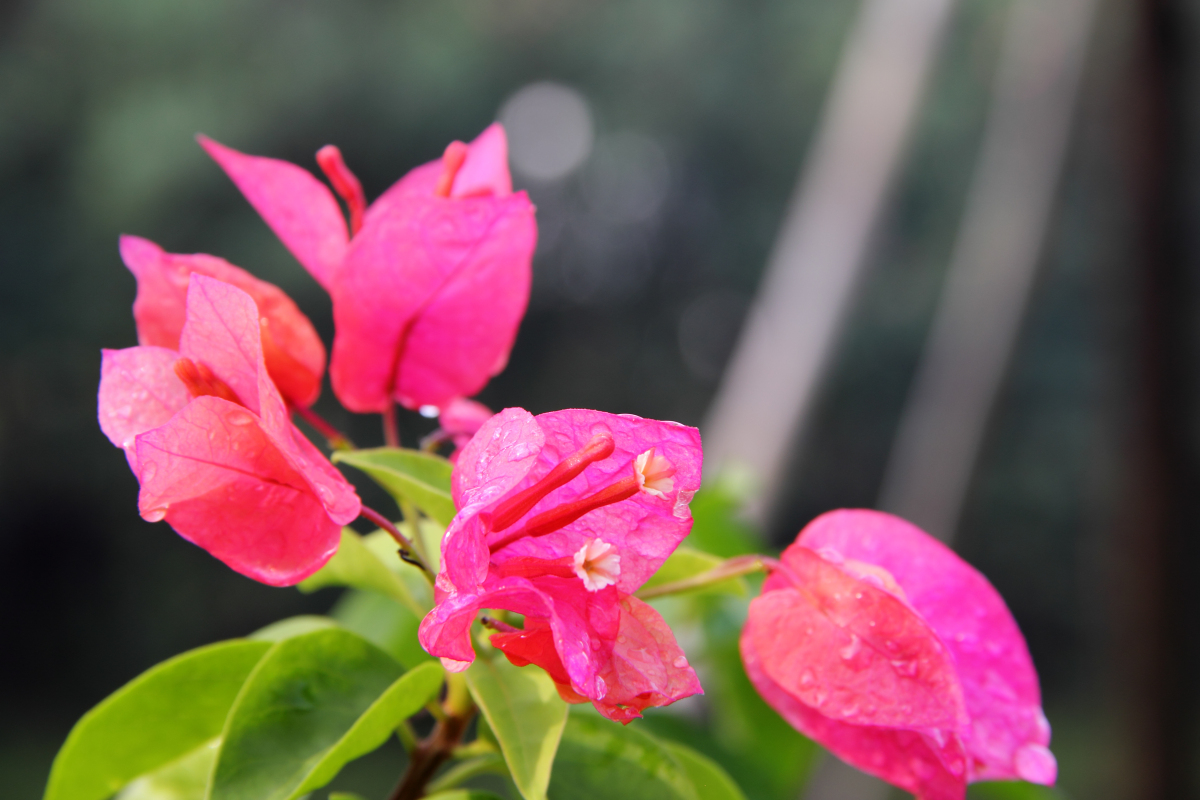
Bougainvillea glabra.

Là loài cây bụi dạng dây leo thường xanh, với thân cây có gai. Nó thường mọc cao 3,0–3,7 m (9,8–12,1 ft), đôi khi cao tới 9 m (30 ft). Các hoa nhỏ màu trắng thường mọc thành cụm được bao quanh bởi các lá bắc nhiều màu sắc và mỏng như giấy, vì thế mà có tên gọi hoa giấy. Các lá màu xanh lục sẫm, có hình dạng hay biến đổi,dài tới 10 cm (4 in). Hoa có đường kính khoảng 0,4 cm (các cấu trúc màu hồng trông giống như cánh hoa không phải là cánh hoa, mà là lá bắc.)

## Gieo trồng
B. glabra là loài chịu được nóng và khô hạn nhưng mẫn cảm với sương giá. Nó dễ dàng được nhân giống bằng các cành giâm. Nó cần điều kiện thời tiết nóng ấm và nhiều nắng, đất thoát nước tốt để ra nhiều hoa.

## Hình ảnh

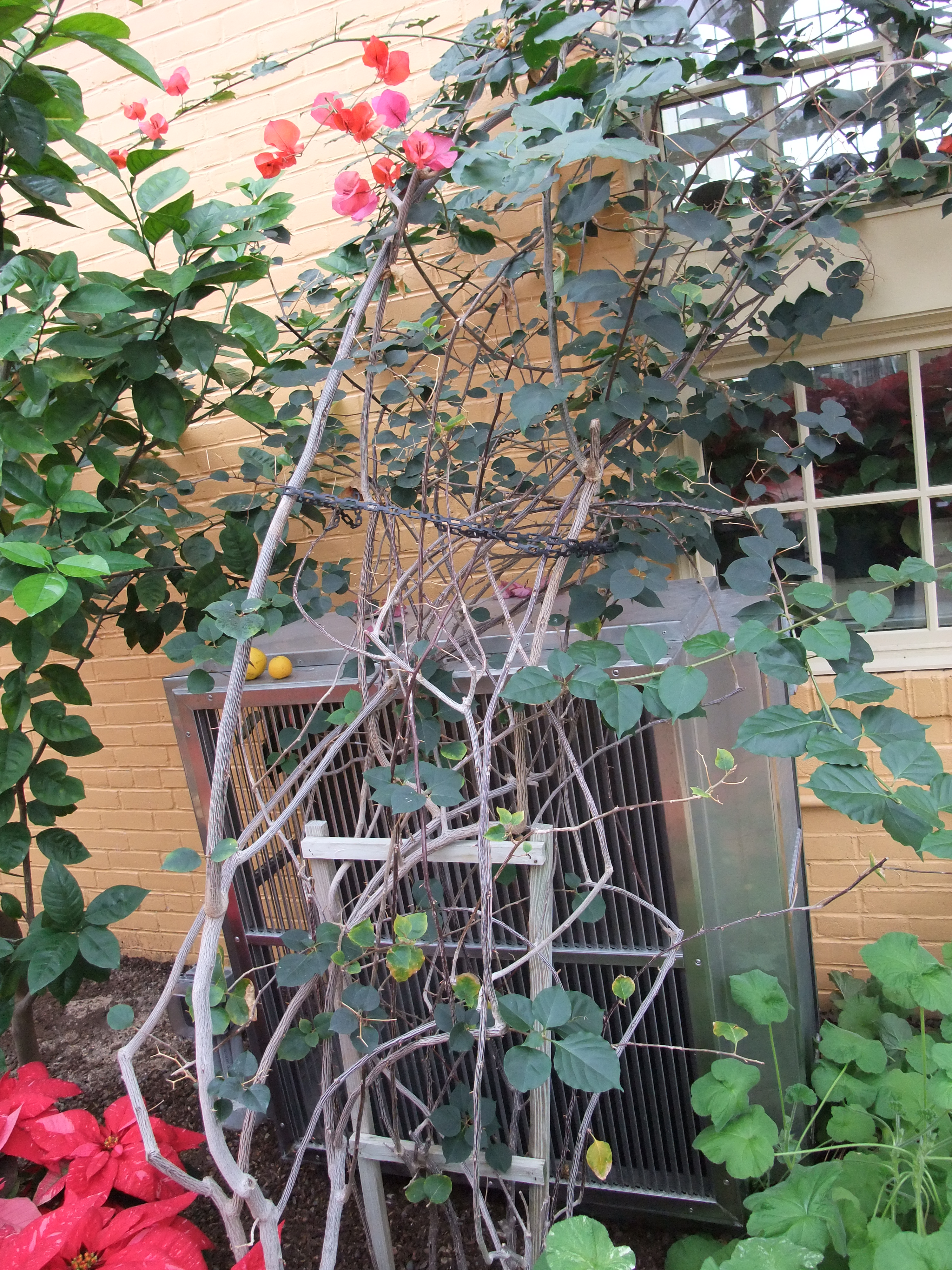
Dây leo
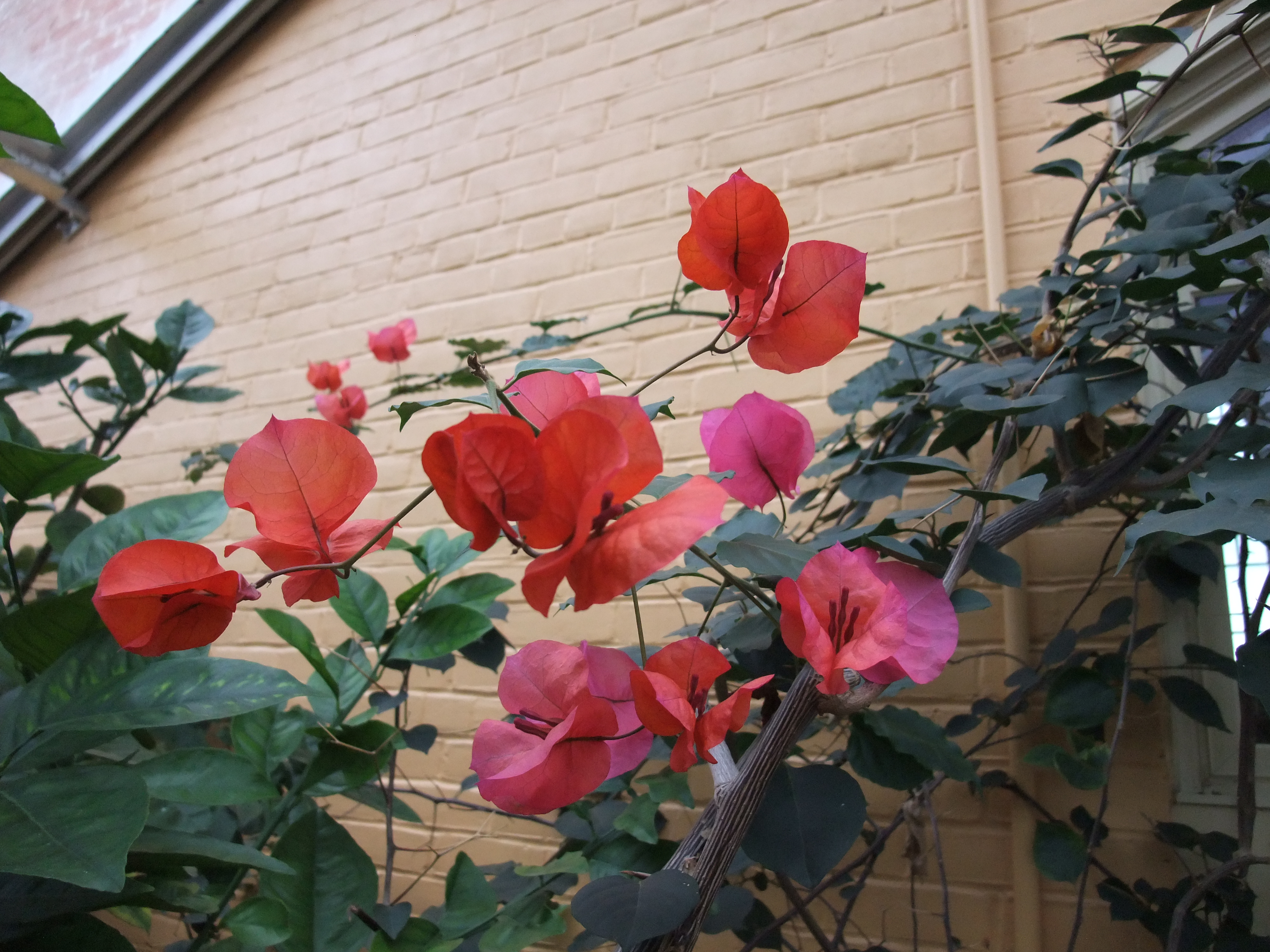
Hoa
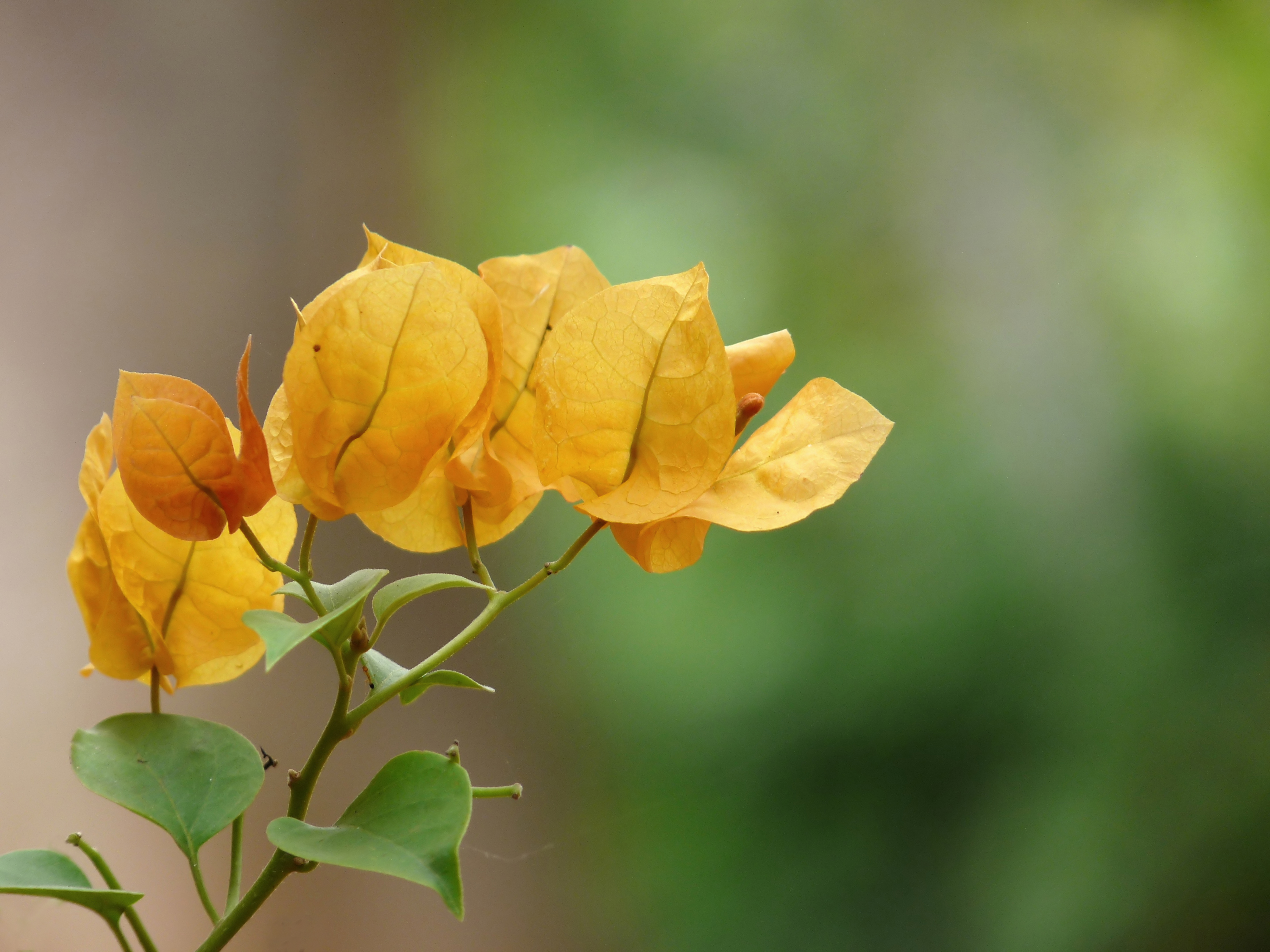
Bougainvillea glabra với các lá bắc màu vàng